# Clinch Peak
Clinch Peak är en bergstopp i Antarktis. Den ligger i Västantarktis. Chile gör anspråk på området. Toppen på Clinch Peak är 4 841 meter över havet.
Terrängen runt Clinch Peak är huvudsakligen mycket bergig. Trakten är obefolkad. Det finns inga samhällen i närheten. 